# Craterocephalus helenae
Craterocephalus helenae és una espècie de peix pertanyent a la família dels aterínids.

## Descripció
- Pot arribar a fer 8 cm de llargària màxima (normalment, en fa 5,5).[5][6][7]

## Alimentació
Menja principalment crustacis, insectes i llurs larves aquàtiques, i, en menor mesura, algues.

## Hàbitat
És un peix d'aigua dolça, bentopelàgic i de clima tropical (15°S-16°S).

## Distribució geogràfica
Es troba al riu Drysdale al nord de la regió de Kimberley (Austràlia Occidental), Austràlia.

## Observacions
És inofensiu per als humans.